# Trofeo Laigueglia 2021
Il Trofeo Laigueglia 2021, cinquantottesima edizione della corsa, valevole come sesta prova dell'UCI ProSeries 2021 categoria 1.Pro e come prima prova della Ciclismo Cup 2021, si svolse il 3 marzo 2021 su un percorso di 202 km, con partenza e arrivo a Laigueglia, in Italia. La vittoria fu appannaggio dell'olandese Bauke Mollema, che completò il percorso in 4h57'05", alla media di 40,797 km/h, precedendo il colombiano Egan Bernal ed il belga Mauri Vansevenant.
Sul traguardo di Laigueglia 84 ciclisti, su 173 partiti dalla medesima località, portarono a termine la competizione.

## Squadre e corridori partecipanti
| N.      | Cod. | Squadra                     |
| ------- | ---- | --------------------------- |
| 1-7     | TFS  | Trek-Segafredo              |
| 11-17   | ACT  | AG2R Citroën Team           |
| 21-27   | AST  | Astana-Premier Tech         |
| 31-37   | TBV  | Bahrain Victorious          |
| 41-47   | COF  | Cofidis                     |
| 51-57   | DQT  | Deceuninck-Quick Step       |
| 61-67   | GFC  | Groupama-FDJ                |
| 71-77   | IGD  | Ineos Grenadiers            |
| 81-87   | IWG  | Intermarché-Wanty-Gobert    |
| 91-97   | MOV  | Movistar Team               |
| 101-107 | ANS  | Androni Giocattoli-Sidermec |
| 111-117 | BCF  | Bardiani-CSF-Faizanè        |
| 121-127 | DKO  | Delko                       |

| N.      | Cod. | Squadra                            |
| ------- | ---- | ---------------------------------- |
| 131-137 | EOK  | Eolo-Kometa Cycling Team           |
| 141-147 | EUS  | Euskaltel-Euskadi                  |
| 151-157 | GAZ  | Gazprom-RusVelo                    |
| 161-167 | ARK  | Team Arkéa-Samsic                  |
| 171-177 | TNN  | Team Novo Nordisk                  |
| 181-187 | THR  | Vini Zabù                          |
| 191-197 | GEF  | General Store Essegibi F.lli Curia |
| 201-207 | GTS  | Giotti Victoria-Savini Due         |
| 211-217 | MGK  | MG.K Vis VPM                       |
| 221-227 | BTC  | Beltrami TSA Tre Colli             |
| 231-237 | CPK  | Team Colpack Ballan                |
| 241-247 | IWM  | Work Service Marchiol Vega         |

## Ordine d'arrivo (Top 10)
| Pos. | Corridore         | Squadra     | Tempo    |
| ---- | ----------------- | ----------- | -------- |
| 1    | Bauke Mollema     | Trek        | 4h57'27" |
| 2    | Egan Bernal       | Ineos       | a 39"    |
| 3    | Mauri Vansevenant | Deceuninck  | s.t.     |
| 4    | C. Champoussin    | AG2R        | s.t.     |
| 5    | Giulio Ciccone    | Trek        | s.t.     |
| 6    | Mikel Landa       | Bahrain     | s.t.     |
| 7    | James Knox        | Deceuninck  | a 57"    |
| 8    | Andrea Vendrame   | AG2R        | a 1'01"  |
| 9    | Biniam Girmay     | Delko       | s.t.     |
| 10   | Lorenzo Rota      | Intermarché | s.t.     |